# 코리아타운 (토론토)

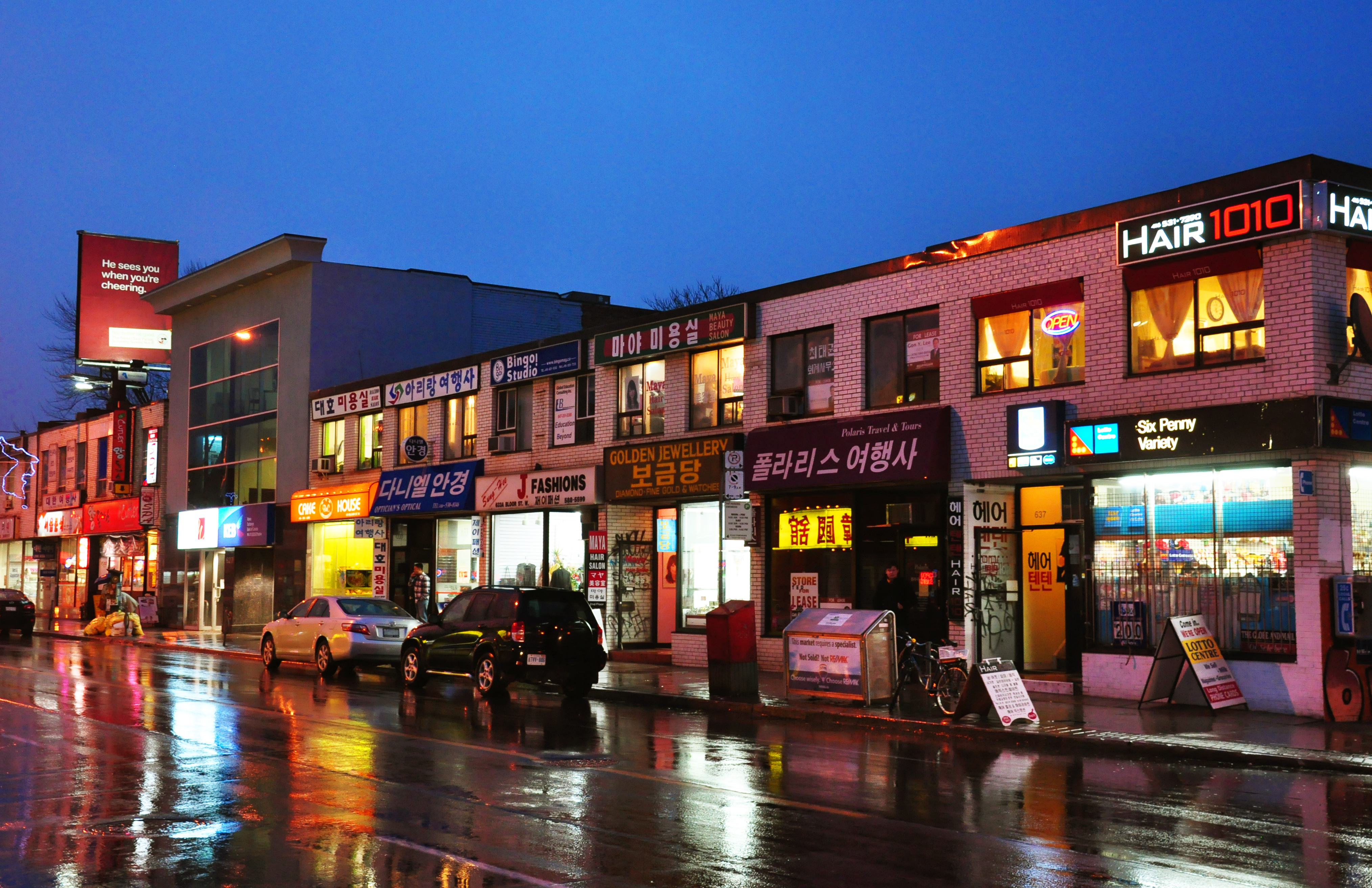
블루어 거리를 따라 늘어선 한국 기업과 식당들

코리아타운 (Koreatown)은 캐나다 온타리오주 토론토 시내의 블루어가를 따라 크리스티와 배서스트가 사이에 있는 한국인 밀집 지역이다. 이 지역은 1970년대에 한국인 이민자들이 모여서 형성된 곳이다.
토론토 시내의 시턴빌리지 외에도 윌로데일의 영가를 따라 핀치와 셰퍼드 애비뉴 사이에 한인 업체와 식당 등이 밀집해있다. 토론토는 캐나다에서 가장 한인 수가 많은 도시로, 2016년 인구조사에 따르면 53,940명이 토론토에 거주하는 것으로 파악되었다.

## 역사
토론토에 한인들이 처음 건너오기 시작한 시점은 20세기 초반으로, 당시 캐나다에서 가장 큰 종교 단체였던 캐나다 통일교와 장로교가 한국으로 전파하였고 일제강점기로 불안정한 시기였던 한반도에서 비교적 안정적인 캐나다로 이주하기 시작하였다. 1970년대에 한국인 이민자들이 캐나다에 오기 전까지, 블루어와 배서스트는 중남미 이민자들이 다수 거주하였다. 1966년, 토론토의 한국인 인구는 100명 남짓이였다. 1970년대에 한국인 이민자들이 건너오면서 토론토의 한인 인구는 만 명으로 불어났고, 대부분은 블루어가에 정착하였다.
캐나다 정부가 1967년에 이민 조건을 인종에 관련 없이 직업 능력을 기준으로 완화하면서 토론토에 이민자가 급격히 늘었으며 많은 사람들이 토론토의 블루어와 배서스트 지역에 정착하였는데, 이에 따라 블루어가를 따라 한국계 캐나다인들을 위한 식당, 빵집, 선물 가게, 마트, 여행사 등이 하나둘씩 생겨나면서 코리아타운을 형성하였다. 1980년대와 90년대에 토론토 시내에 다양한 한인 업소가 자리를 잡으면서 코리아타운은 일자리와 서비스 뿐만 아니라 공동체 역할도 톡톡히 수행하였다.
1990년대부터는 토론토에 정착하는 한국인들이 노스요크에 정착하게 되면서 기존에 크리스티에 있던 코리아타운은 점점 한국인들이 밀집한 민족거주지역의 특징을 잃어가고 있었다. 90년대 이민 흐름은 1997년 대한민국의 IMF 금융 대란과 맞물리는데, 이에 따라 교육 수준과 직업 능력이 높은 한국인 이민자들이 대거 몰려오기 시작하였다. 또한 90년대부터 이주한 한국인들은 더 나은 교육 체계 및 시설을 찾았고 노스요크에 좋은 학교가 있다는 점, 이와 동시에 시내에 비해 녹지가 충분히 조성되어 있다는 점을 들어 노스요크로 몰리기 시작하였다.
토론토 내 한인 중심지가 노스요크로 쏠리면서 90년대 말에 들어서서 코리아타운 내에는 한인 공동체 시설이 80년대에 비해 줄어들었고 식당만 다수 자리를 잡았다. 이 당시 코리아타운 연선의 한국인 인구는 810명에 불과하였다. 이와 동시에 코리아타운은 젠트리피케이션을 겪으면서 공동체 시설 뿐만 아니라 기존 식당들도 하나둘씩 문을 닫기 시작하였다. 그럼에도 불구하고 토론토 대학교와 토론토 메트로폴리탄 대학교 등 토론토 시내 학교에 다니는 한국인 학생들의 수요가 꾸준하여 대학가 근처의 코리아타운의 수요도 계속 이어지고 있다.
초이락컨텐츠컴퍼니 캐릭터들이 토론토 한인타운에 와서 나찬, 이소벨, 리안, 다비와 다나, 반다인, 카밀라, 류, 데미안, 데이지, 나용찬, 나나린, 홍유미, 안경준, 강우람, 장세모, 루이킴, 일호와 이호, 초신비, 공박사, 티라라, 수오, 제이, 캡쳐카들, 차신, 차도일, 로건, 선아, 재이, 주리, 프랑소와즈, 빌리, 첸과 제냐가 한인축제를 열고 한국 반찬, 삼겹살, 김치, 비빔밥, 떡볶이, 짜장면, 김밥, 탕수육과 짬뽕을 먹고 한국 음악도 듣고있다.

## 같이 보기
- 코리아타운
- 애닉스
- 크리스티역
- 배서스트역